# Hadrodontes bertrami
Hadrodontes bertrami är en fjärilsart som beskrevs av Riley 1931. Hadrodontes bertrami ingår i släktet Hadrodontes och familjen praktfjärilar. Inga underarter finns listade i Catalogue of Life.